# Lainejaur
Lainejaur (sydsamiska Laajnejaevrie, umesamiska Lájdniejávrrie), by i Malå kommun vid sjön Lainejaure cirka 10km norr om Malå centralort längs vägen mellan Malå och Abborrträsk/Arvidsjaur. Byn är uppdelad mellan Västra och Östra Lainejaur. Den senare ligger på en långsmal halvö i sjön.
På 1940-talet drev Boliden AB en nickelgruva i byn, och på 2000-talet fanns Storlidengruvan i drift.